# 長門峡

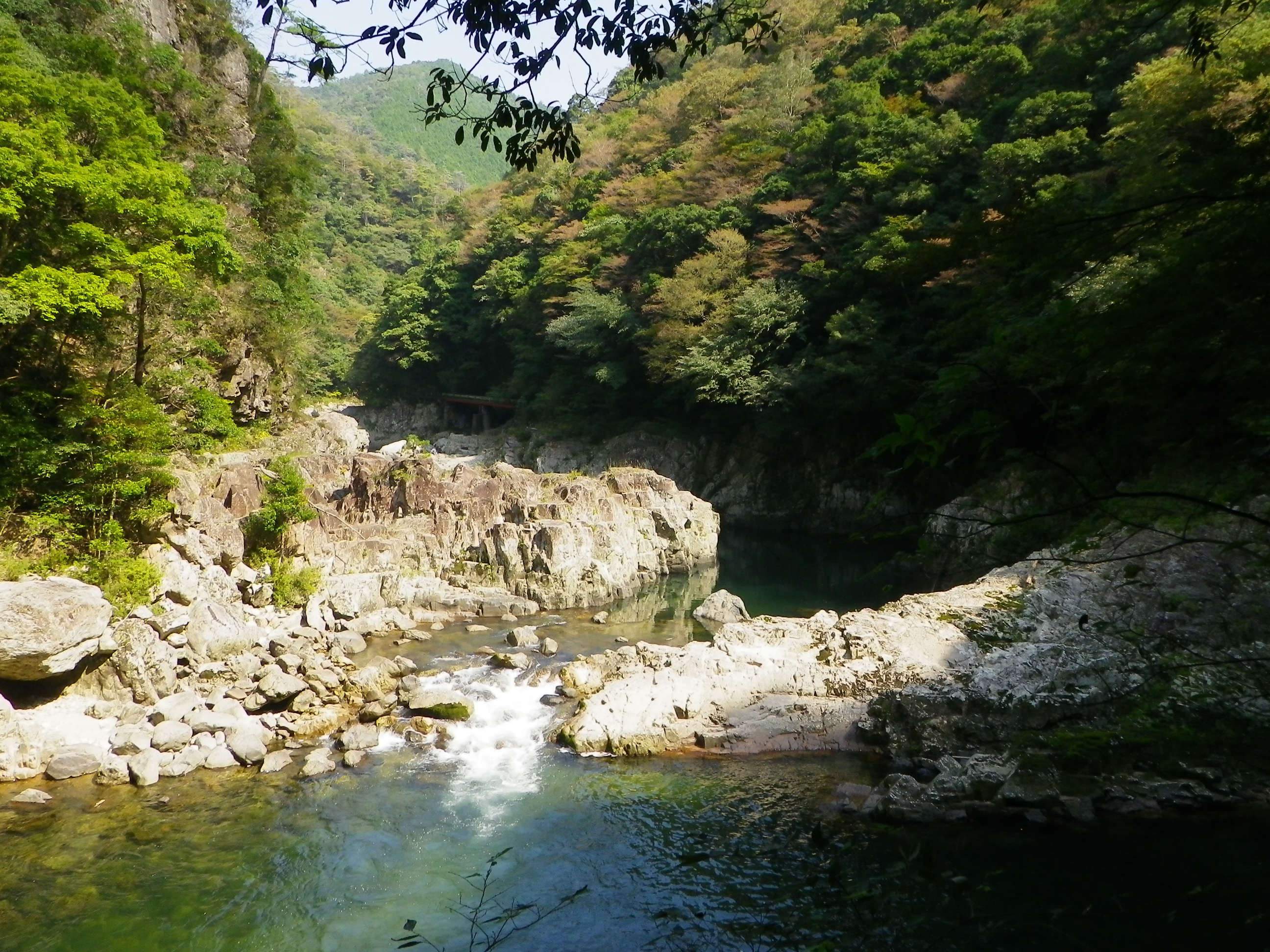
長門峡

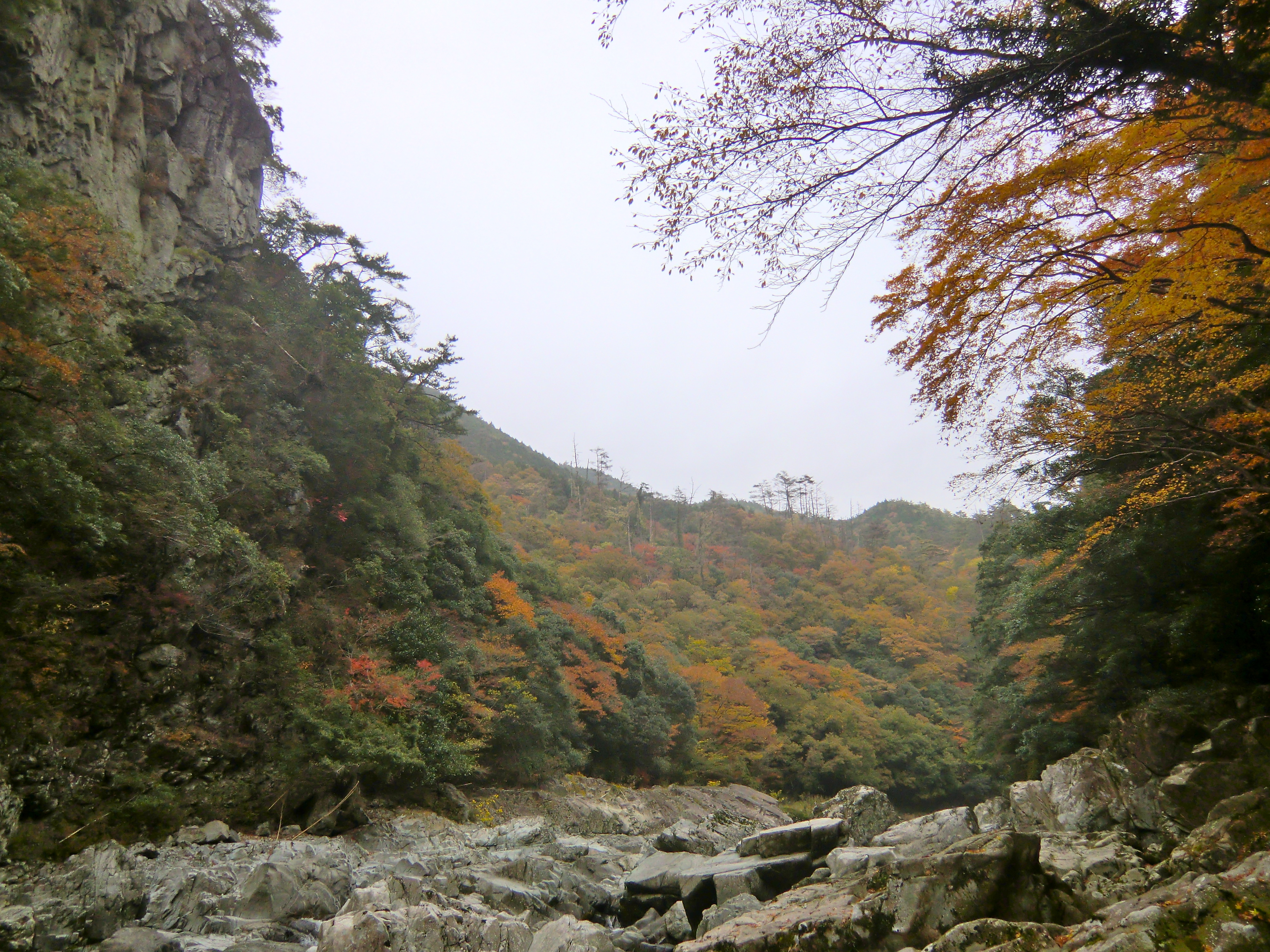
長門峡の秋の様子

長門峡（ちょうもんきょう）は、阿武川上流、山口県山口市阿東及び萩市川上に位置する峡谷である。全長12キロメートル。

## 概要
奇岩や滝、深淵など変化を織りなす奇勝として知られ、国の名勝や長門峡県立自然公園にも指定されている。
中生代白亜紀の流紋岩質凝灰岩やデイサイト溶岩から形成されており、断崖を形成する。
命名者は郷土の画家、高島北海であり、また詩人中原中也もこの地を絶賛した。景勝地は個性的な名前で、洗心橋や龍宮淵、獺淵、暗がり淵などの名所がある。洗心橋には中原中也の詩碑が立つ。この洗心橋から龍宮淵まで5.5キロメートルの観光遊歩道が設置されており、ハイキングやトレッキングのメッカとなっている。
長門峡は、春は桜、夏は避暑地、秋は紅葉と四季を通じて楽しむことができ、年間60万人以上の観光客が訪れる観光スポットでもある。日本五大名峡の一つに数えられることもある。
山口市側の入り口はJR山口線長門峡駅の前にある道の駅長門峡、萩市側の入り口は阿武川ダム上流の竜宮淵であり、双方とも駐車場が完備してあるが、国道9号に面している山口市側の方が年間を通じての来客が多い。
阿武川で捕れる鮎は長門峡の名物になっており、竜宮淵入り口周辺には鮎料理の店が並んでいる。またシーズンには鮎祭りが行われ、多くの観光客が訪れる。